# Eiskunstlauf-Weltmeisterschaften 2012
Die 102. Eiskunstlauf-Weltmeisterschaften fanden vom 26. März bis 1. April 2012 in der französischen Küstenstadt Nizza statt. Veranstaltungsort war das Palais des Congrès Acropolis.
Die Internationale Eislaufunion (ISU) gab am 30. November 2009 die Stadt als Ausrichter bekannt. Frankreich war damit zum achten Mal Gastgeber von Eiskunstlauf-Weltmeisterschaften. Zuletzt waren diese 2000 ebenfalls in Nizza ausgetragen worden.

## Startplätze
Folgenden Ländern standen auf Grundlage der WM-Ergebnisse des Vorjahres mehrere Startplätze für die Welttitelkämpfe 2012 zu.
| Startplätze | Herren                                                           | Damen                                                 | Paare                                                       | Eistanz                            |
| ----------- | ---------------------------------------------------------------- | ----------------------------------------------------- | ----------------------------------------------------------- | ---------------------------------- |
| 3           | Japan                                                            | Japan Russland                                        | Deutschland Russland                                        | Kanada Russland Vereinigte Staaten |
| 2           | Kanada Tschechien Frankreich Spanien Russland Vereinigte Staaten | Finnland Georgien Italien Südkorea Vereinigte Staaten | Kanada Volksrepublik China Italien Japan Vereinigte Staaten | Frankreich Italien                 |

## Teilnehmer
| Nation                  | Herren                                         | Damen                                               | Paare                                                                                                 | Eistänzer |
| ----------------------- | ---------------------------------------------- | --------------------------------------------------- | --- | --- |
| Armenien                | Slawik Hajrapetjan                             |                                                     | | |
| Aserbaidschan           |                                                |                                                     | | Julija Slobina / Alexei Sitnikow                                                                                |
| Australien              | Brendan Kerry                                  | Chantelle Kerry                                     | | Danielle O’Brien / Gregory Merriman                                                                             |
| Belgien                 | Kevin van der Perren                           | Isabelle Pieman                                     | | |
| Bosnien und Herzegowina | Damjan Ostojič                                 |                                                     | | |
| Brasilien               | Kevin Alves                                    |                                                     | | |
| Bulgarien               | Manol Atanassow                                | Daniela Stoeva                                      | Jelisaweta Makarowa / Leri Kentschadse                                                                | Alexandra Chistiakowa / Dimitar Litschew                                                                        |
| Volksrepublik China     | Song Nan                                       | Zhang Kexin                                         | Pang Qing / Tong Jian Sui Wenjing / Han Cong                                                          | Huang Xintong / Zheng Xun                                                                                       |
| Chinesisch Taipeh       | Jordan Ju                                      | Melinda Wang                                        | | |
| Dänemark                | Justus Strid                                   | Karina Johnson                                      | | |
| Deutschland             | Peter Liebers                                  | Sarah Hecken                                        | Maylin Hausch / Daniel Wende Aljona Savchenko / Robin Szolkowy Mari-Doris Vartmann / Aaron Van Cleave | Nelli Schiganschina / Alexander Gazsi                                                                           |
| Estland                 |                                                | Jelena Glebova                                      | | Irina Štork / Taavi Rand                                                                                        |
| Finnland                | Ari-Pekka Nurmenkari                           | Alisa Mikonsaari Juulia Turkkila                    | | Henna Lindholm / Ossi Kanervo                                                                                   |
| Frankreich              | Florent Amodio Brian Joubert                   | Yrétha Silété                                       | Vanessa James / Morgan Ciprès                                                                         | Pernelle Carron / Lloyd Jones Nathalie Péchalat / Fabian Bourzat                                                |
| Georgien                |                                                | Elene Gedewanischwili                               | | |
| Griechenland            |                                                | Georgia Glastris                                    | | |
| Hongkong                | Harry Hau Yin Lee                              |                                                     | | |
| Indien                  |                                                | Ami Parekh                                          | | |
| Irland                  |                                                | Clara Peters                                        | | |
| Israel                  | Oleksij Bytschenko                             |                                                     | Danielle Montalbano / Evgeni Krasnopolski                                                             | Ekaterina Bugrov / Vasili Rogov                                                                                 |
| Italien                 | Samuel Contesti                                | Carolina Kostner Valentina Marchei                  | Stefania Berton / Ondřej Hotárek Nicole Della Monica / Matteo Guarise                                 | Lorenza Alessandrini / Simone Vaturi Anna Cappellini / Luca Lanotte                                             |
| Japan                   | Yuzuru Hanyū Takahiko Kozuka Daisuke Takahashi | Mao Asada Kanako Murakami Akiko Suzuki              | Narumi Takahashi / Mervin Tran                                                                        | Cathy Reed / Chris Reed                                                                                         |
| Kanada                  | Patrick Chan Kevin Reynolds                    | Amelie Lacoste                                      | Jessica Dubé / Sebastien Wolfe Meagan Duhamel / Eric Radford                                          | Kharis Ralph / Asher Hill Tessa Virtue / Scott Moir Kaitlyn Weaver / Andrew Poje                                |
| Kasachstan              | Denis Ten                                      |                                                     | | Cortney Mansour / Daryn Zhunussov                                                                               |
| Lettland                |                                                | Alīna Fjodorova                                     | | Ksenia Pecherkina / Aleksandrs Jakushin                                                                         |
| Litauen                 | Saulius Ambrulevičius                          | Inga Janulevičiūtė                                  | | Isabella Tobias / Deividas Stagniūnas                                                                           |
| Luxemburg               |                                                | Fleur Maxwell                                       | | |
| Mexiko                  |                                                | Reyna Hamui                                         | | Corenne Bruhns / Ryan Van Natten                                                                                |
| Monaco                  | Kim Lucine                                     |                                                     | | |
| Nordkorea               |                                                |                                                     | Ri Ji-hyang / Thae Won-hyok                                                                           | |
| Norwegen                |                                                | Anine Rabe                                          | | |
| Österreich              | Viktor Pfeifer                                 | Kerstin Frank                                       | Stina Martini / Severin Kiefer                                                                        | Barbora Silná / Juri Kurakin                                                                                    |
| Philippinen             | Christopher Caluza                             | Zhaira Costiniano                                   | | |
| Polen                   | Maciej Cieplucha                               |                                                     | | Alexandra Zvorygina / Maciej Bernadowski                                                                        |
| Puerto Rico             |                                                | Victoria Muniz                                      | | |
| Rumänien                | Zoltán Kelemen                                 | Sabina Măriuță                                      | | |
| Russland                | Artur Gatschinski Sergei Woronow               | Polina Korobeynikova Aljona Leonowa Xenija Makarowa | Wera Basarowa / Juri Larionow Juko Kawaguti / Alexander Smirnow Tatjana Wolossoschar / Maxim Trankow  | Jekaterina Bobrowa / Dmitri Solowjow Jelena Iljinych / Nikita Kazalapow Jekaterina Rjasanowa / Ilja Tkatschenko |
| Schweden                | Alexander Majorov                              | Viktoria Helgesson                                  | | |
| Schweiz                 | Laurent Alvarez                                | Romy Bühler                                         | Anaïs Morand / Timothy Leemann                                                                        | Ramona Elsener / Florian Roost                                                                                  |
| Serbien                 |                                                | Marina Seeh                                         | | |
| Slowakei                | Taras Rajec                                    | Monika Simančíková                                  | | Federica Testa / Lukáš Csölley                                                                                  |
| Slowenien               |                                                | Daša Grm                                            | | |
| Spanien                 | Javier Fernández López Javier Raya             | Sonia Lafuente                                      | | Sara Hurtado / Adrià Díaz                                                                                       |
| Südafrika               |                                                | Lejeanne Marais                                     | | |
| Südkorea                | Kim Min-seok                                   | Kwak Min-jung                                       | | |
| Thailand                |                                                | Mimi Tanasorn Chindasook                            | | |
| Tschechien              | Michal Březina Tomáš Verner                    | Eliška Březinová                                    | | Gabriela Kubová / Dmitri Kiselev                                                                                |
| Türkei                  | Ali Demirboğa                                  | Sıla Saygı                                          | | Alissa Agafonowa / Alper Uçar                                                                                   |
| Ukraine                 | Dmitri Ignatenko                               | Natalija Popowa                                     | | Siobhan Heekin-Canedy / Dmytro Dun                                                                              |
| Ungarn                  | Márton Markó                                   | Viktória Pavuk                                      | | Zsuzsanna Nagy / Máté Fejes                                                                                     |
| Usbekistan              | Misha Ge                                       |                                                     | | Anna Nagornyuk / Wiktor Kowalenko                                                                               |
| Vereinigte Staaten      | Jeremy Abbott Adam Rippon                      | Alissa Czisny Ashley Wagner                         | Caydee Denney / John Coughlin Mary Beth Marley / Rockne Brubaker                                      | Meryl Davis / Charlie White Madison Hubbell / Zachary Donohue Maia Shibutani / Alex Shibutani                   |
| Vereinigtes Königreich  | Luke Chilcott                                  | Jenna McCorkell                                     | Stacey Kemp / David King                                                                              | Penny Coomes / Nicholas Buckland                                                                                |
| Belarus                 | Vitali Luchanok                                |                                                     | Lubov Bakirova / Mikalai Kamianchuk                                                                   | Lessja Waladsenkawa / Witali Wakunow                                                                            |

## Zeitplan
Montag, 26. März
- 14:30–16:45 – Qualifikation der Paare
- 17:15–21:15 – Qualifikation der Eistänzer

Dienstag, 27. März
- 10:30–16:00 – Qualifikation der Damen
- 17:00–22:15 – Qualifikation der Herren

Mittwoch, 28. März
- 13:00–16:20 – Kurzprogramm der Paare
- 18:40–22:30 – Kurztanz

Donnerstag, 29. März
- 12:30–16:55 – Kurzprogramm der Damen
- 19:00–22:20 – Kürtanz

Freitag, 30. März
- 12:30–16:55 – Kurzprogramm der Herren
- 19:30–22:25 – Kür der Paare

Samstag, 31. März
- 12:55–17:00 – Kür der Herren
- 18:30–22:25 – Kür der Damen

Sonntag, 1. April
- 14:15–16:45 – Schaulaufen

## Bilanz

### Medaillenspiegel
| Platz | Land               | Gold | Silber | Bronze | Gesamt |
| ----- | ------------------ | ---- | ------ | ------ | ------ |
| 1     | Kanada             | 2    | –      | –      | 2      |
| 2     | Deutschland        | 1    | –      | –      | 1      |
| 2     | Italien            | 1    | –      | –      | 1      |
| 4     | Russland           | –    | 2      | –      | 2      |
| 5     | Japan              | –    | 1      | 3      | 4      |
| 6     | Vereinigte Staaten | –    | 1      | –      | 1      |
| 7     | Frankreich         | –    | –      | 1      | 1      |

### Medaillengewinner
| Konkurrenz | Gold                              | Silber                               | Bronze                             |
| ---------- | --------------------------------- | ------------------------------------ | ---------------------------------- |
| Herren     | Patrick Chan                      | Daisuke Takahashi                    | Yuzuru Hanyū                       |
| Damen      | Carolina Kostner                  | Aljona Leonowa                       | Akiko Suzuki                       |
| Paare      | Aljona Savchenko / Robin Szolkowy | Tatjana Wolossoschar / Maxim Trankow | Narumi Takahashi / Mervin Tran     |
| Eistanz    | Tessa Virtue / Scott Moir         | Meryl Davis / Charlie White          | Nathalie Péchalat / Fabian Bourzat |

## Ergebnisse
- K = Kür
- KP = Kurzprogramm
- KT = Kurztanz
- Q = Qualifikation
- Pkt. = Punkte

### Herren
Datum: Dienstag, 27. März 2012, 17:00 Uhr Qualifikation; Freitag, 30. März 2012, 12:30 Uhr Kurzprogramm und Samstag, 31. März 2012, 12:55 Uhr Kür
| Platz                       | Sportler               | Land                    | Pkt.   | Q  | Q      | KP | KP    | K  | K      |
| --------------------------- | ---------------------- | ----------------------- | ------ | -- | ------ | -- | ----- | -- | ------ |
| 1                           | Patrick Chan           | Kanada                  | 266,11 |    |        | 1  | 89,41 | 1  | 176,70 |
| 2                           | Daisuke Takahashi      | Japan                   | 259,66 |    |        | 3  | 85,72 | 3  | 173,94 |
| 3                           | Yuzuru Hanyu           | Japan                   | 251,06 |    |        | 7  | 77,07 | 2  | 173,99 |
| 4                           | Brian Joubert          | Frankreich              | 244,58 |    |        | 4  | 83.47 | 5  | 161,11 |
| 5                           | Florent Amodio         | Frankreich              | 243,03 |    |        | 6  | 79,96 | 4  | 163.07 |
| 6                           | Michal Březina         | Tschechien              | 239,55 |    |        | 2  | 87,67 | 7  | 151,88 |
| 7                           | Denis Ten              | Kasachstan              | 229,70 |    |        | 8  | 76,00 | 6  | 153,70 |
| 8                           | Jeremy Abbott          | Vereinigte Staaten      | 226,19 |    |        | 9  | 74.85 | 8  | 151,34 |
| 9                           | Javier Fernández López | Spanien                 | 225,87 |    |        | 5  | 81,87 | 14 | 144,00 |
| 10                          | Samuel Contesti        | Italien                 | 224.89 |    |        | 11 | 73,55 | 9  | 151,34 |
| 11                          | Takahiko Kozuka        | Japan                   | 218,63 |    |        | 13 | 71.78 | 11 | 146,85 |
| 12                          | Kevin Reynolds         | Kanada                  | 217,20 |    |        | 12 | 72,95 | 13 | 144,25 |
| 13                          | Adam Rippon            | Vereinigte Staaten      | 216.63 |    |        | 10 | 73,55 | 16 | 143,08 |
| 14                          | Song Nan               | Volksrepublik China     | 216,33 | 1  | 130,75 | 15 | 69,58 | 12 | 146,75 |
| 15                          | Kevin van der Perren   | Belgien                 | 214,04 |    |        | 18 | 66,38 | 10 | 147,66 |
| 16                          | Tomáš Verner           | Tschechien              | 210,66 |    |        | 14 | 70,38 | 17 | 140,28 |
| 17                          | Sergei Woronow         | Russland                | 210,04 | 2  | 128,47 | 17 | 66,81 | 15 | 143,23 |
| 18                          | Artur Gatschinski      | Russland                | 205,06 |    |        | 16 | 68,50 | 18 | 136,56 |
| 19                          | Misha Ge               | Usbekistan              | 186,41 | 4  | 124,41 | 19 | 65,29 | 23 | 121,12 |
| 20                          | Peter Liebers          | Deutschland             | 184,13 |    |        | 23 | 58,21 | 19 | 125,92 |
| 21                          | Christopher Caluza     | Philippinen             | 184,10 | 8  | 112,08 | 20 | 61,87 | 20 | 122,23 |
| 22                          | Viktor Pfeifer         | Österreich              | 182,54 | 6  | 120,48 | 21 | 60,61 | 21 | 121,93 |
| 23                          | Kim Lucine             | Monaco                  | 181,37 | 5  | 122,58 | 22 | 59,93 | 22 | 121,44 |
| 24                          | Javier Raya            | Spanien                 | 167,48 | 9  | 111,66 | 24 | 57,22 | 24 | 110,26 |
| Kür nicht erreicht          |                        |                         |        |    |        |    |       |    |        |
| 25                          | Maciej Cieplucha       | Polen                   |        | 3  | 126,50 | 25 | 57,18 |    |        |
| 26                          | Alexander Majorov      | Schweden                |        | 7  | 115,78 | 26 | 56,57 |    |        |
| 27                          | Kim Min-seok           | Südkorea                |        | 11 | 110,24 | 27 | 55,41 |    |        |
| 28                          | Dmitri Ignatenko       | Ukraine                 |        |    |        | 28 | 52,93 |    |        |
| 29                          | Oleksij Bytschenko     | Israel                  |        | 12 | 108,51 | 29 | 52,76 |    |        |
| 30                          | Justus Strid           | Dänemark                |        | 10 | 110,45 | 30 | 50,55 |    |        |
| Kurzprogramm nicht erreicht |                        |                         |        |    |        |    |       |    |        |
| 31                          | Ari-Pekka Nurmenkari   | Finnland                |        | 13 | 100,16 |    |       |    |        |
| 32                          | Zoltán Kelemen         | Rumänien                |        | 14 | 097,75 |    |       |    |        |
| 33                          | Brendan Kerry          | Australien              |        | 15 | 095,40 |    |       |    |        |
| 34                          | Laurent Alvarez        | Schweiz                 |        | 16 | 093,24 |    |       |    |        |
| 35                          | Damjan Ostojič         | Bosnien und Herzegowina |        | 17 | 093,11 |    |       |    |        |
| 36                          | Slawik Hajrapetjan     | Armenien                |        | 18 | 092,84 |    |       |    |        |
| 37                          | Luke Chilcott          | Vereinigtes Königreich  |        | 19 | 091,92 |    |       |    |        |
| 38                          | Jordan Ju              | Chinesisch Taipeh       |        | 20 | 089,56 |    |       |    |        |
| 39                          | Márton Markó           | Ungarn                  |        | 21 | 086,08 |    |       |    |        |
| 40                          | Ali Demirboğa          | Türkei                  |        | 22 | 084,34 |    |       |    |        |
| 41                          | Vitali Luchanok        | Belarus                 |        | 23 | 083,97 |    |       |    |        |
| 42                          | Saulius Ambrulevičius  | Litauen                 |        | 24 | 082,40 |    |       |    |        |
| 43                          | Taras Rajec            | Slowakei                |        | 25 | 081,81 |    |       |    |        |
| 44                          | Manol Atanassow        | Bulgarien               |        | 26 | 066,56 |    |       |    |        |
| 45                          | Harry Hau Yin Lee      | Honduras                |        | 27 | 066,56 |    |       |    |        |
| Z                           | Kevin Alves            | Brasilien               |        |    |        |    |       |    |        |

Z = Zurückgezogen
Dem Kanadier Patrick Chan gelang die Titelverteidigung. Trotz ersten Plätzen in Kurzprogramm und Kür war der Punktevorsprung im Vergleich zu seinem überragenden Sieg im Vorjahr geringer. Dies war vor allem zwei Fehlern in seiner Kür zur Musik von Joaquín Rodrigos Concierto de Aranjuez geschuldet. Als Chan bereits zwei vierfache Toeloops (einen davon in einer Vierfach-Dreifach-Toeloop-Kombination) sowie einen dreifachen Axel gestanden hatte, patzte er bei seiner Dreifach-Lutz-Halber-Toeloop-Dreifach-Salchow-Kombination und verpasste den doppelten Axelsprung komplett. Schon in der gesamten Saison hatte Chan Probleme mit dem Lutz gehabt, diesmal führte die wackelige Landung zur Unmöglichkeit der perfekten Ausführung der darauffolgenden beiden Sprünge in der Kombination. Das Auslassen seines Axels begründete Chan mit dem Rückstand hinter der Musik, den er aufholen musste und somit den Eingang des Sprungs übereilte. Am Ende bekam Chan neben dem Einpunkteabzug für den Sturz auch einen Punkt Abzug für das Überschreiten der Zeit. Für Chan hatte der Tag des Gewinns seines zweiten WM-Titels noch eine emotionale Komponente, denn es war der Tag an dem Osborne Colson, der ihm das Eiskunstlaufen beigebracht hatte, Geburtstag gehabt hätte.
Die Silbermedaille ging an den Weltmeister von 2010 und amtierenden japanischen Meister Daisuke Takahashi. Sowohl im Kurzprogramm als auch in der Kür erreichte er den dritten Rang. Seine Kür zu Eddy Louiss’ Blues for Klook war gewohnt künstlerisch sicher. Trotz einer Operation vor der Saison gelang es ihm im Wettbewerb wieder einen sauberen vierfachen Toeloop zu zeigen. Sein Flip war jedoch unterrotiert. Am Ende fehlten Takahashi 6,45 Punkte auf Chan.
Takahashis größter Herausforderer im Kampf um Silber war sein eigener Landsmann, der erst 17-jährige Weltmeisterschaftsdebütant Yuzuru Hanyū. Der Juniorenweltmeister von 2010 hatte nach dem Kurzprogramm noch auf dem siebten Rang gelegen, da er seinen Lutz nur einfach rotiert hatte, zeigte dann jedoch die beste Kür seines noch jungen Lebens. Zur Filmmusik von Romeo und Julia und Escape aus Plunkett & Macleane begann er mit einem sicheren und schönen vierfachen Toeloop und stand alle weiteren Sprünge, darunter acht Dreifachsprünge, ohne Fehl und Tadel. Er bekam keine einzige negative Bewertung in der Ausführung seiner Elemente (GOE). Lediglich im Laufschritt fiel er einmal zu Boden, was das Gesamtbild jedoch nicht negativ beeinflusste. Seine künstlerisch reife und hoch emotionale Kür brachte ihn am Ende stehende Ovationen und lautstarke Bewunderungsrufe des Publikums. Hanyū konnte seine Leistung selbst kaum fassen und bekam nach der Kür einen Weinkrampf. Seine Kür wurde als zweitbeste des Feldes gewertet, er schlug sogar seinen Landsmann Takahashi um 0,05 Punkte in diesem Segment und wurde insgesamt mit der Bronzemedaille belohnt. Hanyū steigerte seine persönliche Bestleistung in dieser Kür und durchbrach mit seinen 251,06 Punkten in der Gesamtleistung zum ersten Mal die 250-Punkte-Marke. Zum ersten Mal in der Geschichte der Herrenkonkurrenz bei Eiskunstlaufweltmeisterschaften konnte Japan bei einer WM zwei Medaillen erringen.
Nach zahlreichen enttäuschenden Leistungen des Weltmeisters von 2007, Brian Joubert, konnte er vor heimischer Kulisse wieder überzeugen. Er zeigte sich in beiden Segmenten solide in den Sprüngen und blieb frei von Stürzen. Lediglich für zwei Sprünge bekam er in der Kür Abzüge wegen zu geringer Rotation und inkorrekter Landung. Für seine Kür kehrte er zu seiner bewährten Kürmusik aus Matrix zurück. Nach der Kür, die vom euphorischen Heimpublikum mitgetragen wurde, fiel Joubert auf die Knie und küsste das Eis. Bei seiner elften Weltmeisterschaftsteilnahme verpasste Joubert eine siebte Medaille nur wegen der herausragenden Leistung von Yuzuru Hanyū.
Jouberts Landmann Florent Amodio zeigte vor heimischem Publikum ebenfalls eine starke Leistung. Seine Kür eröffnete er mit einem vierfachen Salchow. Am Ende belegte Amodio den fünften Platz in einem starken Feld und damit seine beste WM-Platzierung. Er verbesserte außerdem seine persönlichen Bestleistungen in jedem Segment und der Gesamtleistung.
Nach zwei vierten Plätzen bei Weltmeisterschaften hatte es nach dem Kurzprogramm noch vielversprechend für den Tschechen Michal Březina ausgesehen. Mit persönlicher Bestleistung von 87,67 Punkten lag er auf dem zweiten Rang, keine zwei Punkte hinter Patrick Chan. Er zeigte an seinem Geburtstag unter anderem einen sauberen vierfachen Salchow und bekam für Pirouetten und Fußarbeit ausschließlich Level-4-Bewertungen. Diese gute Ausgangslage konnte Březina jedoch nicht nutzen. In der Kür machte er zahlreiche teure Fehler, so bei seinen beiden Vierfachsprüngen und der Dreifach-Axel-Dreifach-Toeloop-Kombination. Am Ende reichte es noch zum sechsten Platz.
Der junge Kasache Denis Ten knüpfte an sein starkes WM-Debüt von 2009 an und beendete den Wettbewerb auf dem siebten Platz. Er eröffnete die Kür mit einem gelungenen vierfachen Toeloop, stolperte jedoch aus dem folgenden dreifachen Axel. Er erholte sich von diesem Fehler und landete einen starken dreifachen Axel in Kombination mit einem doppelten Toeloop, zum Ende der Kür ging ihm jedoch die Kraft aus und weitere kleinere Fehler folgten.
Auf dem achten Platz landete mit Jeremy Abbott der beste US-Amerikaner. Er konnte einmal mehr sein volles Potenzial nicht ausschöpfen und musste um jeden Sprung kämpfen.
Dem Spanier Javier Fernández López gelang es zwar, seine Platzierung im Vergleich zum Vorjahr zu verbessern und mit dem neunten Platz erstmals ein einstelliges Ergebnis bei Weltmeisterschaften zu liefern, dennoch überwog nach der Kür die Enttäuschung. Nach dem Kurzprogramm hatte Fernández noch auf dem fünften Platz gelegen. Nach seinem starken Saisonbeginn verlor er allerdings mit Beginn des Jahres an Sicherheit, besonders was den dreifachen Axel anging. Zu viele Gedanken darüber nannte er als möglichen Grund für seine fehlerhafte Kür.
Dem für Italien startenden Franzosen Samuel Contesti gelang nach längerer Zeit einmal wieder eine mitreißende Kür, die ihn in der Endabrechnung auf den zehnten Platz brachte. Zu französischen Chansons und einer lebendigen und augenzwinkernden Darbietung sprang er solide und ohne größere Fehler, wenn auch ohne vierfachen Sprung.
Der Silbermedaillengewinner des letzten Jahres, Takahiko Kozuka, belegte den elften Platz. Für den letztjährigen Bronzemedaillengewinner Artur Gatschinski reichte es nach zahlreichen Fehlern sogar nur zum 18. Platz. Kevin Reynolds aus Kanada zeigte sich wiedererstarkt und erreichte den zwölften Platz. Dabei zeigte er in einer künstlerisch anspruchsvollen Kür auch einen vierfachen Salchow.
Der zweite US-Amerikaner Adam Rippon belegte den 13. Platz. Der Chinese Song Nan wurde 14. Dabei zeigte er in der Kür eine saubere Vierfach-Dreifach-Toeloop-Kombination, stürzte aber beim einzelnen vierfachen Toeloop. Nach einem verpatzten Kurzprogramm zeigte der Belgier Kevin van der Perren eine starke Kürleistung und arbeitete sich vom 18. auf den 15. Platz vor. Für Tomáš Verner aus Tschechien reichte es nach zahlreichen Fehlern nur zum 16. Platz.

### Damen
Datum: Dienstag, 27. März 2012, 10:30 Uhr Qualifikation; Donnerstag, 29. März 2012, 12:30 Uhr Kurzprogramm und Samstag, 31. März 2012, 18:30 Uhr Kür
| Platz                       | Sportler                 | Land                   | Pkt.   | Q  | Q     | KP | KP    | K  | K      |
| --------------------------- | ------------------------ | ---------------------- | ------ | -- | ----- | -- | ----- | -- | ------ |
| 1                           | Carolina Kostner         | Italien                | 189,94 |    |       | 3  | 61,00 | 1  | 128,94 |
| 2                           | Aljona Leonowa           | Russland               | 184,28 |    |       | 1  | 64,61 | 4  | 119,67 |
| 3                           | Akiko Suzuki             | Japan                  | 180,68 |    |       | 5  | 59,38 | 2  | 121,30 |
| 4                           | Ashley Wagner            | Vereinigte Staaten     | 176,77 |    |       | 8  | 56,42 | 3  | 120,35 |
| 5                           | Kanako Murakami          | Japan                  | 175,41 |    |       | 2  | 62,67 | 5  | 112,74 |
| 6                           | Mao Asada                | Japan                  | 164,52 |    |       | 4  | 59,49 | 6  | 105,03 |
| 7                           | Zhang Kexin              | Volksrepublik China    | 157,57 |    |       | 9  | 55,00 | 7  | 102,57 |
| 8                           | Valentina Marchei        | Italien                | 150,10 | 4  | 88,92 | 11 | 52,14 | 9  | 097,96 |
| 9                           | Xenija Makarowa          | Russland               | 149,48 |    |       | 6  | 58,51 | 14 | 090,97 |
| 10                          | Elene Gedewanischwili    | Georgien               | 149,20 |    |       | 7  | 58,49 | 15 | 090,71 |
| 11                          | Viktoria Helgesson       | Schweden               | 148,54 |    |       | 10 | 54,19 | 11 | 094,35 |
| 12                          | Yrétha Silété            | Frankreich             | 148,18 |    |       | 15 | 48,42 | 8  | 099,76 |
| 13                          | Jelena Glebova           | Estland                | 144,28 | 2  | 92,52 | 14 | 49,04 | 10 | 095,24 |
| 14                          | Jenna McCorkell          | Vereinigtes Königreich | 143,84 | 1  | 95,63 | 12 | 50,42 | 12 | 093,42 |
| 15                          | Sonia Lafuente           | Spanien                | 140,24 | 3  | 91,84 | 18 | 47,36 | 13 | 092,88 |
| 16                          | Amélie Lacoste           | Kanada                 | 138,60 |    |       | 13 | 49,37 | 17 | 089,23 |
| 17                          | Natalia Popova           | Ukraine                | 136,36 | 8  | 77,57 | 20 | 46,60 | 16 | 089,76 |
| 18                          | Juulia Turkkila          | Finnland               | 135,56 |    |       | 17 | 47,75 | 18 | 087,81 |
| 19                          | Polina Korobeynikova     | Russland               | 129,98 | 7  | 81,70 | 19 | 46,71 | 19 | 083,27 |
| 20                          | Sarah Hecken             | Deutschland            | 129,20 |    |       | 21 | 46,39 | 20 | 082,81 |
| 21                          | Kerstin Frank            | Österreich             | 126,17 | 5  | 85,09 | 22 | 45,80 | 21 | 080,37 |
| 22                          | Alissa Czisny            | Vereinigte Staaten     | 124,11 |    |       | 16 | 48,31 | 22 | 075,80 |
| 23                          | Romy Bühler              | Schweiz                | 116,21 | 6  | 81,74 | 24 | 44,02 | 23 | 072,19 |
| 24                          | Alisa Mikonsaari         | Finnland               | 110,40 |    |       | 23 | 44,16 | 24 | 066,24 |
| Kür nicht erreicht          |                          |                        |        |    |       |    |       |    |        |
| 25                          | Victoria Muniz           | Puerto Rico            |        | 9  | 75,06 | 25 | 43,27 |    |        |
| 26                          | Isabelle Pieman          | Belgien                |        |    |       | 26 | 38,45 |    |        |
| 27                          | Alīna Fjodorova          | Lettland               |        | 10 | 73,64 | 27 | 38,06 |    |        |
| 28                          | Kwak Min-jung            | Südkorea               |        |    |       | 28 | 36,91 |    |        |
| 29                          | Clara Peters             | Irland                 |        | 11 | 73,36 | 29 | 34,03 |    |        |
| 30                          | Lejeanne Marais          | Südafrika              |        | 12 | 70,50 | 30 | 32,22 |    |        |
| Kurzprogramm nicht erreicht |                          |                        |        |    |       |    |       |    |        |
| 31                          | Melinda Wang             | Chinesisch Taipeh      |        | 13 | 70,43 |    |       |    |        |
| 32                          | Reyna Hamui              | Mexiko                 |        | 14 | 69,84 |    |       |    |        |
| 33                          | Sıla Saygı               | Türkei                 |        | 15 | 68,85 |    |       |    |        |
| 34                          | Inga Janulevičiūtė       | Litauen                |        | 16 | 68,51 |    |       |    |        |
| 35                          | Karina Johnson           | Dänemark               |        | 17 | 68,46 |    |       |    |        |
| 36                          | Mimi Tanasorn Chindasook | Thailand               |        | 18 | 67,62 |    |       |    |        |
| 37                          | Fleur Maxwell            | Luxemburg              |        | 19 | 67,44 |    |       |    |        |
| 38                          | Suhr Chae-yeon           | Südkorea               |        | 20 | 67,17 |    |       |    |        |
| 39                          | Daša Grm                 | Slowenien              |        | 21 | 66,45 |    |       |    |        |
| 40                          | Chantelle Kerry          | Australien             |        | 22 | 65,48 |    |       |    |        |
| 41                          | Eliška Březinová         | Tschechien             |        | 23 | 65,47 |    |       |    |        |
| 42                          | Anine Rabe               | Norwegen               |        | 24 | 64,92 |    |       |    |        |
| 43                          | Sabina Măriuță           | Rumänien               |        | 25 | 64,52 |    |       |    |        |
| 44                          | Alexandra Kunová         | Slowakei               |        | 26 | 61,09 |    |       |    |        |
| 45                          | Georgia Glastris         | Griechenland           |        | 27 | 60,49 |    |       |    |        |
| 46                          | Ami Parekh               | Indien                 |        | 28 | 58,06 |    |       |    |        |
| 47                          | Zhaira Costiniano        | Philippinen            |        | 29 | 56,46 |    |       |    |        |
| 48                          | Daniela Stoeva           | Bulgarien              |        | 30 | 56,38 |    |       |    |        |
| 49                          | Marina Seeh              | Serbien                |        | 31 | 52,65 |    |       |    |        |
| 50                          | Mirna Librić             | Kroatien               |        | 32 | 52,16 |    |       |    |        |
| 51                          | Viktória Pavuk           | Ungarn                 |        | 33 | 51,43 |    |       |    |        |

Die zehnte Weltmeisterschaftsteilnahme brachte der 25-jährigen Carolina Kostner aus Italien ihren ersten Weltmeistertitel. Dabei überzeugte sie in erster Linie mit ihrer künstlerischen Darbietung in der Kür zu Mozarts 23. Klavierkonzert. Die Silbermedaille ging an die Russin Aljona Leonowa, die nach dem Kurzprogramm sogar in Führung gelegen hatte. Bronze errang die bereits 27-jährige Japanerin Akiko Suzuki.

### Paare
Datum: Mittwoch, 28. März 2012, 13:00 Uhr (Kurzprogramm) und Freitag, 30. März 2012, 19:30 Uhr (Kür)
| Platz                       | Sportler                                  | Land                   | Pkt.   | KP | K  |
| --------------------------- | ----------------------------------------- | ---------------------- | ------ | -- | -- |
| 1                           | Aljona Savchenko / Robin Szolkowy         | Deutschland            | 201,49 | 1  | 2  |
| 2                           | Tatjana Wolossoschar / Maxim Trankow      | Russland               | 201,38 | 8  | 1  |
| 3                           | Narumi Takahashi / Mervin Tran            | Japan                  | 189,69 | 3  | 3  |
| 4                           | Pang Qing / Tong Jian                     | Volksrepublik China    | 186,05 | 2  | 6  |
| 5                           | Meagan Duhamel / Eric Radford             | Kanada                 | 185,41 | 5  | 5  |
| 6                           | Wera Basarowa / Juri Larionow             | Russland               | 183,68 | 4  | 7  |
| 7                           | Juko Kawaguti / Alexander Smirnow         | Russland               | 182,42 | 11 | 4  |
| 8                           | Caydee Denney / John Coughlin             | Vereinigte Staaten     | 180,37 | 7  | 8  |
| 9                           | Sui Wenjing / Han Cong                    | Volksrepublik China    | 179,44 | 6  | 9  |
| 10                          | Mary Beth Marley / Rockne Brubaker        | Vereinigte Staaten     | 170,90 | 10 | 10 |
| 11                          | Stefania Berton / Ondřej Hotárek          | Italien                | 168,16 | 9  | 11 |
| 12                          | Jessica Dubé / Sebastien Wolfe            | Kanada                 | 156,36 | 12 | 12 |
| 13                          | Maylin Hausch / Daniel Wende              | Deutschland            | 145,80 | 15 | 13 |
| 14                          | Mari-Doris Vartmann / Aaron Van Cleave    | Deutschland            | 143,29 | 16 | 14 |
| 15                          | Nicole della Monica / Matteo Guarise      | Italien                | 137,31 | 14 | 15 |
| 16                          | Vanessa James / Morgan Ciprès             | Frankreich             | 130,70 | 13 | 16 |
| Kür nicht erreicht          |                                           |                        |        |    |    |
| 17                          | Danielle Montalbano / Evgeni Krasnopolski | Israel                 | 044,69 | 17 |    |
| 18                          | Anaïs Morand / Timothy Leemann            | Schweiz                | 044,59 | 18 |    |
| 19                          | Stacey Kemp / David King                  | Vereinigtes Königreich | 039,33 | 19 |    |
| 20                          | Ri Ji-hyang / Thae Won-hyok               | Nordkorea              | 037,43 | 20 |    |
| Kurzprogramm nicht erreicht |                                           |                        |        |    |    |
| 21                          | Lubov Bakirova / Mikalai Kamianchuk       | Belarus                |        |    |    |
| 22                          | Stina Martini / Severin Kiefer            | Österreich             |        |    |    |
| 23                          | Jelisaweta Makarowa / Leri Kentschadse    | Bulgarien              |        |    |    |

Aljona Savchenko und Robin Szolkowy wurden zum vierten Mal Weltmeister. Bereits nach dem Kurzprogramm, in dem Savchenko und Szolkowy zum ersten Mal erfolgreich einen dreifachen Wurfaxel gezeigt hatten, übernahmen sie die Führung. Auf ihre großen Rivalen Tatjana Wolossoschar und Maxim Trankow aus Russland konnten sie sogar 8,15 Punkte Vorsprung herausholen, da Trankow aus der Todesspirale aussteigen musste. Dies bedeutete für die Russen nach dem Kurzprogramm sogar nur den achten Platz. In der Kür wurde es trotz alledem noch einmal unvermutet spannend. Wolossoschar und Trankow hatten nichts mehr zu verlieren und elektrisierten das Publikum mit ihrer kraftvollen und fehlerfreien Kür zur Filmmusik von Black Swan. Savchenko und Szolkowy blieben in ihrer neuartigen, vom Tanztheater Pina Bauschs inspirierten und künstlerisch hochwertigen Kür dagegen nicht fehlerfrei. Szolkowy zeigte einen einfachen anstatt des geplanten doppelten Axelsprungs und stieg falsch in eine Pirouette ein. Am Ende verloren sie in der Kür fast ihren ganzen Vorsprung auf die Russen. 0,11 Punkte blieben ihnen jedoch. Mit ihrem vierten Titelgewinn stellten Aljona Savchenko und Robin Szolkowy den deutschen Titelrekord von Maxi Herber und Ernst Baier ein, die im Zeitraum von 1936 bis 1939 ebenfalls viermal bei Weltmeisterschaften gewannen. In der Paarlaufgeschichte waren lediglich Irina Rodnina und Alexander Saizew (sechs Titel) öfter siegreich bei Weltmeisterschaften.
Für eine Überraschung sorgten Narumi Takahashi und Mervin Tran, die mit dem Gewinn von Bronze die erste Medaille für Japan im Paarlauf überhaupt erringen konnten.

### Eistanz
Datum: Mittwoch, 28. März 2012, 19:00 Uhr (Kurztanz) und Donnerstag, 29. März 2012, 19:00 Uhr (Kür)
| Platz                       | Sportler                                 | Land                   | Pkt.   | KT | K  |
| --------------------------- | ---------------------------------------- | ---------------------- | ------ | -- | -- |
| 1                           | Tessa Virtue / Scott Moir                | Kanada                 | 182,65 | 1  | 1  |
| 2                           | Meryl Davis / Charlie White              | Vereinigte Staaten     | 178,62 | 2  | 2  |
| 3                           | Nathalie Péchalat / Fabian Bourzat       | Frankreich             | 173,18 | 3  | 3  |
| 4                           | Kaitlyn Weaver / Andrew Poje             | Kanada                 | 166,65 | 4  | 4  |
| 5                           | Jelena Iljinych / Nikita Kazalapow       | Russland               | 161,00 | 5  | 5  |
| 6                           | Anna Cappellini / Luca Lanotte           | Italien                | 160,62 | 6  | 6  |
| 7                           | Jekaterina Bobrowa / Dmitri Solowjow     | Russland               | 150,75 | 9  | 7  |
| 8                           | Maia Shibutani / Alex Shibutani          | Vereinigte Staaten     | 144,72 | 7  | 11 |
| 9                           | Jekaterina Rjasanowa / Ilja Tkatschenko  | Russland               | 144,43 | 10 | 8  |
| 10                          | Madison Hubbell / Zachary Donohue        | Vereinigte Staaten     | 143,95 | 8  | 10 |
| 11                          | Nelli Schiganschina / Alexander Gazsi    | Deutschland            | 141,36 | 11 | 9  |
| 12                          | Huang Xintong / Zheng Xun                | Volksrepublik China    | 130,27 | 13 | 13 |
| 13                          | Kharis Ralph / Asher Hill                | Kanada                 | 129,55 | 15 | 14 |
| 14                          | Penny Coomes / Nicholas Buckland         | Vereinigtes Königreich | 129,31 | 12 | 17 |
| 15                          | Siobhan Heekin-Canedy / Dmitri Dun       | Ukraine                | 128,75 | 17 | 12 |
| 16                          | Lorenza Alessandrini / Simone Vaturi     | Italien                | 126.89 | 14 | 16 |
| 17                          | Julija Slobina / Alexei Sitnikow         | Aserbaidschan          | 126,57 | 19 | 15 |
| 18                          | Isabella Tobias / Deividas Stagniūnas    | Litauen                | 124,07 | 16 | 19 |
| 19                          | Sara Hurtado / Adrià Díaz                | Spanien                | 123,12 | 18 | 18 |
| 20                          | Danielle O’Brien / Gregory Merriman      | Australien             | 112,23 | 20 | 20 |
| Kür nicht erreicht          |                                          |                        |        |    |    |
| 21                          | Pernelle Carron / Lloyd Jones            | Frankreich             | 045,75 | 21 |    |
| 22                          | Irina Štork / Taavi Rand                 | Estland                | 047,24 | 22 |    |
| 23                          | Zsuzsanna Nagy / Máté Fejes              | Ungarn                 | 045,70 | 23 |    |
| 24                          | Cathy Reed / Chris Reed                  | Japan                  | 044,19 | 24 |    |
| 25                          | Anna Nagornyuk / Wiktor Kowalenko        | Usbekistan             | 044,08 | 25 |    |
| Kurzprogramm nicht erreicht |                                          |                        |        |    |    |
| 26                          | Gabriela Kubová / Dmitri Kiselev         | Tschechien             |        |    |    |
| 27                          | Federica Testa / Lukáš Csölley           | Slowakei               |        |    |    |
| 28                          | Henna Lindholm / Ossi Kanervo            | Finnland               |        |    |    |
| 29                          | Alexandra Zvorygina / Maciej Bernadowski | Polen                  |        |    |    |
| 30                          | Ramona Elsener / Florian Roost           | Schweiz                |        |    |    |
| 31                          | Alisa Agafonova / Alper Uçar             | Türkei                 |        |    |    |
| 32                          | Ksenia Pecherkina / Aleksandrs Jakushin  | Lettland               |        |    |    |
| 33                          | Corenne Bruhns / Ryan Van Natten         | Mexiko                 |        |    |    |
| 34                          | Ekaterina Bugrov / Vasili Rogov          | Israel                 |        |    |    |
| 35                          | Cortney Mansour / Daryn Zhunussov        | Kasachstan             |        |    |    |
| 36                          | Barbora Silná / Juri Kurakin             | Österreich             |        |    |    |
| 37                          | Alexandra Chistiakowa / Dimitar Litschew | Bulgarien              |        |    |    |
| 38                          | Lessja Waladsenkawa / Witali Wakunow     | Belarus                |        |    |    |

Die Kanadier Tessa Virtue und Scott Moir revanchierten sich für ihre Niederlage gegen die US-Amerikaner Meryl Davis und Charlie White bei der letzten Weltmeisterschaft und gewannen nach 2010 ihren zweiten WM-Titel. Der Abstand zwischen den beiden dominierenden Paaren betrug wie im Vorjahr lediglich vier Punkte, diesmal zu Gunsten der Kanadier.
Die Lokalmatadoren Nathalie Péchalat und Fabian Bourzat gewannen vor heimischer Kulisse im neunten Anlauf mit Bronze ihre langersehnte Weltmeisterschaftsmedaille. Das zweite kanadische Eistanzpaar Kaitlyn Weaver und Andrew Poje belegten den vierten Platz. Mit ihrem Kürtanz zu dem traurigen Chanson Je suis malade schafften sie eine emotionale Darbietung, die vom Publikum begeistert aufgenommen wurde. Auch Trainerin Anschelika Krylowa zeigte sich nach der Kür tief berührt.
Fünfte wurden die Russen Jelena Iljinych und Nikita Kazalapow und Siebte ihre Landsleute Jekaterina Bobrowa und Dmitri Solowjow. Die Italiener Anna Cappellini und Luca Lanotte belegten den sechsten Platz und damit ihr bestes Karriereergebnis. In ihrem Kürtanz zu Nino Rotas Filmmusik zu La Strada berührten sie und zeigten neben klaren Linien auch ihr dramatisches Talent. Den achten Platz belegten nach Fehlern die letztjährigen Bronzemedaillengewinner Maia Shibutani und Alex Shibutani aus den USA.